# Adolfo Rodríguez Saá
Adolfo Rodríguez Saá (San Luis, 25 de julio de 1947) es un abogado y político peronista argentino. Como dirigente destacado del Partido Justicialista (PJ), ejerció durante cinco períodos consecutivos la gobernación de San Luis entre 1983 y 2001, cargo que abandonó al ser elegido por la Asamblea Legislativa como presidente interino de la Nación Argentina el 23 de diciembre de 2001, tras la renuncia de Fernando de la Rúa en el marco de la crisis económica, política y social en curso. Con escaso apoyo político y partidario, Rodríguez Saá presentó su dimisión tan solo una semana después de haber asumido, el 30 de diciembre. Fue sucedido provisoriamente por Eduardo Camaño, presidente de la Cámara de Diputados, hasta la jura de Eduardo Duhalde, en enero de 2002. Fue candidato en las elecciones presidenciales de abril de 2003, ubicándose en el cuarto puesto. Con posterioridad, fue diputado (2003-2005) y senador nacional (2005-2023), en ambos casos en representación del distrito de San Luis.
Rodríguez Saá y su hermano, Alberto Rodríguez Saá, quien fue elegido gobernador en 2003, han gobernado San Luis durante la mayor cantidad de tiempo desde la restauración de la democracia, y los otros dos gobernadores intermedios (Alicia Lemme entre 2001 y 2003, y Claudio Poggi entre 2011 y 2015), adhirieron a su línea política durante sus gobernaciones. Su gestión provincial ha sido constantemente destacada y particularmente elogiada. Bajo el gobierno de los Rodríguez Saá, San Luis recibió numerosas condecoraciones, tanto nacionales como internacionales, siendo catalogada como la provincia mejor administrada del país por consultoras privadas en materia de eficiencia fiscal, indicadores sociales, infraestructura, solvencia fiscal, y comercio exterior. Sus detractores han centrado mayormente sus críticas en su prolongada permanencia en el poder, así como han denunciado una reducción de la independencia judicial en la provincia, y han acusado a los hermanos Rodríguez Saá de nepotismo, corrupción, y de sostener durante décadas un «régimen dinástico» y «feudal». Se ha señalado también que luce un estilo de vida lujoso, lo que ha conducido a acusaciones de enriquecimiento ilícito. Rodríguez Saá descartaría esas críticas como falsedades, debidas a la imposibilidad de la oposición para criticar el desempeño de su gestión.
Después de su efímera presidencia, Rodríguez Saá y su hermano se manifestaron como opositores al gobierno de Néstor Kirchner dentro del peronismo, identificándose dentro de una línea propia, limitada mayormente al distrito puntano, lo que llevó a que esta fuera denominada usualmente como «Modelo San Luis», cuyos brazos políticos fueron los partidos Unión y Libertad, Es Posible y Compromiso Federal. Fue nuevamente candidato presidencial en las elecciones de 2015, quedando en último lugar con el 1,64% de los votos e imponiéndose por muy poco en San Luis. En 2019, ambos hermanos contendieron por la gobernación sanluiseña luego de un controvertido enfrentamiento entre ambos por la candidatura oficialista, ya que su hermano tenía intención de buscar la reelección, mientras que él aspiraba a que se retirara en su favor. Apoyado por la mayor parte del justicialismo, Alberto Rodríguez Saá obtuvo la victoria, mientras que Adolfo Rodríguez Saá se ubicó en el tercer puesto (detrás de Poggi, también distanciado del oficialismo y apoyado por el gobierno de Mauricio Macri) con el 22,03%. Luego de manifestar brevemente un acercamiento con el gobierno de Macri, finalmente adhirió a la candidatura presidencial de Alberto Fernández, del Frente de Todos, poniendo fin a su disputa con el kirchnerismo poco más de una semana antes de la elección presidencial. Tras la victoria electoral de Fernández, Rodríguez Saá pasó a integrar formalmente el bloque legislativo del oficialista Frente de Todos en el Senado.

## Primeros años
Adolfo Rodríguez Saá nació el 25 de julio de 1947, en la ciudad de San Luis, capital de la provincia homónima. Descendiente de una familia de argentinos, con lejanos ascendientes gallegos,    Adolfo es el primer hijo de Carlos Juan Rodríguez Saá y Lilia Esther Páez Montero, quienes tuvieron otro hijo: Alberto Rodríguez Saá y tres hijas, Rosario, María Elena y Zulema Rodríguez Saá. La familia de Rodríguez Saá ha ejercido un considerable poder político en el territorio de la actual provincia de San Luis durante al menos los últimos dos siglos, con origen en el surgimiento del Estado argentino. Descienden del caudillo federal Juan Saá, y de Carlos Juan Rodríguez, ambos gobernadores intermitentes en la década de 1860. El tío abuelo de Rodríguez Saá, Benigno Rodríguez Jurado, fue a su vez gobernador entre 1904 y 1907. Por otro lado, el abuelo de Adolfo Rodríguez Saá (que llevaba su mismo nombre) y sus dos tíos abuelos fueron también gobernadores: Adolfo Rodríguez Saá (1909-1913), Umberto Rodríguez Saá (1922), y Ricardo Rodríguez Saá (1934-1938), todos pertenecientes al conservadurismo local, hegemónico en San Luis antes del advenimiento del peronismo a la vida política argentina. Por parte de su bisabuela, los Rodríguez Saá tienen ascendencia del pueblo indígena ranquel, siendo descendientes directos del cacique Painé Nürü, quien encabezó el Ulmanato ranquel entre 1836 y 1844.
Rodríguez Saá describió a su infancia como feliz, afirmando que en su familia era «muy unida». Cursó sus estudios en la Escuela Normal Superior Coronel Juan Pascual Pringles, dependiente de la Universidad Nacional de Cuyo, egresando con el título de Maestro Superior y Bachiller. Posteriormente se trasladó a Buenos Aires para iniciar sus estudios universitarios. Se recibió de abogado en 1971 en la Facultad de Derecho y Ciencias Sociales de la Universidad de Buenos Aires.

## Carrera política temprana
Rodríguez Saá no adhirió en su juventud al peronismo y su ingreso a dicho movimiento fue tardío. Hasta 1969, durante la época de la proscripción del Partido Justicialista de la vida política argentina y el exilio de su líder, Juan Domingo Perón, Rodríguez Saá se mantuvo ligado al provincial y conservador Partido Demócrata Liberal (PDL), al que pertenecían entonces prácticamente todos sus familiares, incluyendo los que habían ejercido la gobernación. En su adolescencia fue editor en el periódico provincial La Voz de San Luis, publicación que exhibía un tono marcadamente antiperonista. Después de su traslado a Buenos Aires y durante sus estudios, sin embargo, tanto él como su hermano Alberto comenzaron finalmente a inclinarse por el peronismo, en el que desarrollarían la totalidad de sus respectivas carreras políticas. En 1971, con veinticuatro años y luego de finalizar su carrera, retornó a su provincia y se convirtió en apoderado legal del Partido Justicialista de San Luis, que volvía a operar en el país con la apertura democrática iniciada por el régimen de Alejandro Agustín Lanusse, y que culminó con las elecciones de marzo de 1973.
En las elecciones provinciales de 1973, Rodríguez Saá encabezó la lista de diputados del Frente Justicialista de Liberación (FREJULI), representando a al Juventud Peronista dentro de la misma, y resultando electo para el período 1973-1977. Asumió su cargo el 25 de mayo del mismo año, mientras que el candidato justicialista Elías Adre juraba como gobernador para el mismo período, y Héctor José Cámpora asumía la presidencia de la Nación. Con veintiséis años de edad, Rodríguez Saá presidió el bloque legislativo del justicialismo en la legislatura sanluiseña. Sin embargo, el 28 de septiembre de 1973, se desmarcó de dicho bloque después del asesinato del sindicalista José Ignacio Rucci, configurando un bloque peronista disidente de seis diputados, que también se encargó de presidir. Dicho bloque estaba compuesto, además de Rodríguez Saá, por María Aurora Morán de Cortes Aparicio, Jorge Niño Tomás Dante Ferrara, Mateo Abdon Peñaloza, José María Roca y Víctor Manuel Novillo. Desde este sector, Rodríguez Saá mantuvo una fuerte disputa con Adre dentro del justicialismo, acusándolo de estar cometiendo lo que consideraban una «desviación ideológica». El peronismo que respondía a Adre configuró un bloque separado, compuesto por los otros nueve diputados del FREJULI, y presidido por Rodolfo Garciarena. A nivel legislativo, ambos bloques justicialistas en la cámara provincial se desconocieron mutuamente, reclamaron ser el único bloque peronista real, y paralizaron la mayor parte de la legislación durante el resto del período. Oraldo Britos, presidente del partido en San Luis, y Rodríguez Saá, en calidad de apoderado legal, tomaron el control legal y prácticamente el control fáctico del justicialismo sanluiseño, a pesar de que Adre era el gobernador. Pese a los numerosos llamados a la intervención federal, esta nunca se concretó, y el gobierno de María Estela Martínez de Perón se mantuvo cercano al de Adre, no obstante las diferencias ideológicas.
El distanciamiento y posterior enfrentamiento abierto de Rodríguez Saá con el gobierno de Adre llegó a un punto cúlmine y desembocó en un escándalo político y mediático a finales de 1975. El 5 de octubre de ese año, la organización guerrillera Montoneros había tomado Aeropuerto Internacional de Formosa, para posteriormente copar el Regimiento de Infantería de Monte N.º 29, lo que finalizó en una masacre con veintinueve bajas entre guerrilleros y militares. El 13 de octubre, Rodríguez Saá hizo publicar un comunicado convocando a la militancia peronista a una reunión esa misma noche en la sede partidaria de la capital. El objetivo nominal de dicha reunión era coordinar acciones entre las distintas facciones y comenzar los preparativos para la inminente celebración del trigésimo aniversario del 17 de octubre, al día siguiente. Al día siguiente, 14 de octubre, los medios anunciaron que Adre participaría del Consejo de Seguridad Interior que había convocado días atrás a los gobernadores provinciales. Simultáneamente, Britos, Rodríguez Saá y otros enviaron un telegrama conjunto al teniente general Jorge Rafael Videla (posteriormente presidente de facto). En él pedían a las fuerzas armadas que no solo combatieran a la guerrilla, sino también a sus supuestos cómplices en las instituciones gubernamentales, entre los cuales ubicaron a Adre y al exjefe de policía de la capital. El 16 de octubre, Adre declaró ante los medios que colaboraría con el ejército para una acción efectiva contra la guerrilla, lo que fue visto como una señal de que el ejército tomó en serio el telegrama. La denuncia tomó estado público por medio del periódico provincial Los Andes, en la vecina provincia de Mendoza y, el 17 de octubre, Adre finalmente respondió con un comunicado mediático condenando las declaraciones.

## Durante la dictadura
Tras el golpe de Estado, toda actividad política fue nuevamente proscripta, y Rodríguez Saá mantuvo un perfil bajo, abriendo un estudio jurídico junto a su hermano Alberto en la ciudad de San Luis. Tiempo después estallaría un escándalo cuando un documento firmado, entre otras personas, por Alberto Rodríguez Saá, que fue enviado al almirante Emilio Eduardo Massera, miembro de la Junta Militar, y en el que se pedía un «castigo ejemplar» a «subversivos» ligados a la política de San Luis; fue objeto de escrutinio mediático en el marco de los juicios que estaban teniendo lugar a antiguos represores. Aunque él mismo no firmó el documento, el nombre de Rodríguez Saá figuraba en el mismo, y el telegrama enviado a Videla en 1975 fue también citado como una evidencia de que los Rodríguez Saá habrían colaborado con la dictadura. Ambos negaron cualquier vínculo con el régimen militar.

## Gobernación de San Luis (1983-2001)

### Primer mandato (1983-1987)

#### Elecciones de 1983

Resultados por departamento de las elecciones provinciales de San Luis de 1999. En azul, los departamentos en los que ganó Rodríguez Saá, en rojo, los departamentos en los que ganó Zavala.

Con el colapso de la dictadura en 1982 tras la Guerra de Malvinas y el llamado a elecciones, Rodríguez Saá se convirtió rápidamente en líder del Partido Justicialista en San Luis, contando entonces con solo treinta y seis años, y fue elegido candidato del partido a la gobernación sanluiseña. Mientras que a nivel nacional disputaron las elecciones un elevado número de partidos políticos, en San Luis solo hubo cuatro candidatos a gobernador, y Rodríguez Saá debió enfrentar una dura competencia contra tres candidatos de peso, siendo su principal contendiente el radical Carlos Zavala. El Movimiento de Integración y Desarrollo (MID) postuló al exgobernador Alberto Domeniconi, y la Alianza Federal integrada por el Movimiento Popular Provincial (MPP) y el Partido Demócrata Liberal (PDL), presentó a Joaquín Tula Durán.
Originalmente en desventaja, Rodríguez Saá se benefició rápidamente durante el último tramo de la campaña debido a las diferencias entre ambos candidatos con respecto a su situación partidaria. Zavala no pertenecía a ninguna de las corrientes mayoritarias de la Unión Cívica Radical (la Línea Nacional y el Movimiento de Renovación y Cambio), sino al minoritario Movimiento de Afirmación Yrigoyenista, de tendencia izquierdista, y su candidatura debilitó al radicalismo (fortalecido a nivel nacional), en la provincia, pues numerosos dirigentes radicales se negaron a apoyarlo. Del mismo modo, sus posturas políticas socialmente liberales y laicistas en una provincia con una población marcadamente conservadora provocaron una fuerte reacción. Días antes de los comicios, el obispo de San Luis, Juan Rodolfo Laise, apoyó públicamente a Rodríguez Saá y llamó a votar por él para evitar el triunfo de Zavala, a quien consideraba «anticlerical».
Los comicios presidenciales, legislativos y provinciales tuvieron lugar el domingo 30 de octubre de 1983. El candidato presidencial radical Raúl Alfonsín, venció al peronista Ítalo Lúder por amplio margen, obteniendo en San Luis una victoria por un margen superior a los siete puntos. Sin embargo, en el plano provincial, Rodríguez Saá logró un ajustado triunfo sobre Zavala con un 40,48% de los votos contra el 37,27% obtenido por el candidato radical. Domeniconi obtuvo el 14,69% y Tula Durán el 7,56% restante, perdiendo gran parte de sus caudales electorales pero recibiendo un buen resultado con respecto al de las fuerzas nacionales que representaban. El Partido Justicialista consiguió además una estrecha mayoría absoluta en la legislatura provincial, con 17 bancas contra 12 de la Unión Cívica Radical y una del MID. La victoria de Rodríguez Saá se debió esencialmente al corte de boleta contra Zavala, cuyos votos en gran medida fueron a parar a Domeniconi (que obtuvo casi cuatro veces la cantidad de votos que su candidato presidencial, Rogelio Julio Frigerio), ya que por sí mismo el candidato justicialista sufrió a su vez un corte de boleta, aunque inferior, recibiendo 1.246 votos menos que Lúder.
A pesar de la victoria gubernativa del PJ, a nivel municipal el radicalismo salió fortalecido, y las dos principales urbes de la provincia, la capital provincial y Villa Mercedes, que aglutinaban juntas a un 80% de la población total sanluiseña, quedaron bajo el control de intendentes radicales, respectivamente Juan Bautista Picco y Miguel Ángel Bonino.
Los cargos electos asumieron su mandato el 10 de diciembre de 1983, dando inicio al mayor período de constitucionalidad democrática de la historia argentina.

#### Resumen de gobierno
Al momento de asumir Rodríguez Saá la gobernación, San Luis era considerada una provincia económicamente estancada, con una economía dedicada a una actividad agropecuaria primaria de baja intensidad. Asimismo, con 214.416 habitantes según el censo de 1980, era la sexta provincia menos poblada del país, representando solo un 0,77% de la población argentina y, con 147.100 electores registrados, un 0,82% del padrón electoral nacional. Rodríguez Saá había encabezado una campaña de corte populista, pero a la vez con diversos tintes liberales y desarrollistas. Se comprometió a construir más de 5000 viviendas, traer electricidad a todo el sur de la provincia, y construir un acueducto. Aunque en su momento la viabilidad de estas obras fueron cuestionadas por los medios de comunicación de la oposición, que acusó al nuevo gobierno de emitir promesas vacías y apodó satíricamente a Rodríguez Saá como «El Hornero» que «construye casas con el pico», finalmente la mayoría de estas llegarían a concretarse. Al amparo de la Ley de Promoción Industrial N.º 22.021, promulgada en 1979 y que buscaba promover el desarrollo industrial de las provincias de San Luis, La Rioja y Catamarca, se produjo la llegada de considerables inversiones, que originaron un notable crecimiento industrial. Los recursos fiscales fueron en gran medida destinados a una creciente obra pública.
La provincia exhibió desde entonces índices de empleo, escolaridad, ingreso por habitante y seguridad ciudadana marcadamente superiores a la media nacional, que condujeron a que la gestión de Rodríguez Saá fuese elogiada tanto a nivel nacional como internacional. A partir de 1984, la tesorería de la provincia acabó con su déficit, y a comienzos de la década siguiente, comenzaría a tener superávit fiscal.
El 30 de marzo de 1987, Rodríguez Saá fue distinguido como «Gobernador del Año» por la Comité de Distinciones Internacionales de la Organización Mundial de las Naciones, premio que compartió con el mandatario radical de Córdoba, Eduardo Angeloz.
En gran medida debido a las diferencias partidarias e ideológicas con el gobierno radical de Raúl Alfonsín, el plano político durante el primer mandato de Rodríguez Saá fue conflictivo, a la par que se sucedía una fuerte crisis dentro del Partido Justicialista (PJ) en todos los estamentos, desatada tras la derrota nacional. La consolidación del poder de Rodríguez Saá en el peronismo sanluiseño, a diferencia de la estabilidad lograda por otros dirigentes como la familia Saadi en Catamarca o por Carlos Menem en La Rioja, fue más difícil. El domingo 3 de noviembre de 1985 tuvieron lugar elecciones legislativas en todo el país y también a nivel provincial para renovar la mitad de los escaños de la legislatura provincial. Con el radicalismo fortalecido por el Juicio a las Juntas, y el peronismo debilitado por el enfrentamiento entre el sector renovador y el sector ortodoxo, el PJ sufrió un fuerte revés. En San Luis, la UCR logró dos de los tres diputados nacionales en disputa y las candidaturas oficialistas favorables a Rodríguez Saá se vieron derrotadas por un margen aún mayor, con un 49,08% de los votos y 9 diputados para la UCR contra el 45,50% y 6 diputados para el PJ. De este modo, el legislativo quedó con 16 diputados radicales contra 14 justicialistas.

#### Reforma constitucional
Días después de la derrota electoral, Rodríguez Saá vetó la aprobación del resultado electoral en la legislatura, argumentando que uno de los diputados electos por el radicalismo estaba jubilado por invalidez. La inmediata respuesta del radicalismo fue solicitar la intervención federal y hasta sugerir un posible juicio político en contra del gobernador, que parecía sumamente factible ante la crisis de poder sufrida por Rodríguez Saá. Sin embargo, algunos días más tarde, el gobernador acordó con la UCR deshacer el veto a cambio de una reforma constitucional que le facilitara la reelección, hasta entonces prohibida por la constitución provincial. La reforma habilitó la reelección para el cargo del gobernador indefinidamente, pero como contrapartida, se consagró la creación de nuevas instituciones, como el Consejo de la Magistratura y el Jurado de Enjuiciamiento, encargados del nombramiento y la remoción de jueces, respectivamente, lo que buscaba incrementar la independencia judicial en un contexto en el que la mayoría de los fallos eran favorables al gobierno. La reforma constitucional también motivó la creación de un Senado Provincial, con un senador por departamento, que durante muchos años permanecería compuesto únicamente por miembros del justicialismo.

### Segundo mandato (1987-1991)

#### Elecciones de 1987
De cara a las siguientes elecciones provinciales, Rodríguez Saá emergía como claro favorito, después de su éxito en lograr la reforma de la constitución a pesar de enfrentarse a un legislativo hostil. Sin embargo, enfrentó una competencia interna por parte del senador Oraldo Britos, quien previamente fuera su aliado en la década de 1970. Mientras que los hermanos Rodríguez Saá habían optado hasta entonces por mantenerse prescindentes de la interna nacional entre renovadores y ortodoxos, Britos se había alineado con el sector renovador. Luego de que Rodríguez Saá obtuviera con facilidad la candidatura del Partido Justicialista, apoyado por otras formaciones políticas, Britos se presentó como candidato por separado por el minoritario Frente Renovador. El candidato del radicalismo fue Jorge Alfredo Agúndez. A pesar de que Rodríguez Saá había firmado los mismos telegramas y documentos comprometedores que Britos, la campaña negativa del oficialismo en su contra se centró en resaltar su papel durante la dictadura militar. Finalmente, favorecido en gran medida por la popularidad de su gestión y con la crisis sufrida por el gobierno nacional, Rodríguez Saá obtuvo una contundente reelección, con el 52,13% de los votos contra el 32,87% de Agúndez y el solo 7,24% de Britos. El PJ recuperó la mayoría en la Cámara de Diputados, que se vio ampliada a 43 miembros, con 24 escaños contra 18 del radicalismo y uno del Frente Renovador. Del mismo modo, triunfó en todos los departamentos, asegurándose las 9 bancas en el naciente Senado Provincial. Rodríguez Saá asumió su segundo mandato el 10 de diciembre.

#### Advenimiento del menemismo
El 22 de enero de 1988, poco más de un mes después de asumir su segundo mandato, Rodríguez Saá firmó el Tratado de Integración Económica del Nuevo Cuyo, junto con los gobernadores Carlos Enrique Gómez Centurión de San Juan, José Octavio Bordón de Mendoza, y Carlos Menem de La Rioja. La creación del "Nuevo Cuyo" correspondía al argumento de integrar a las tres provincias de la Región de Cuyo original (Mendoza, San Juan, y San Luis), y adherir a La Rioja, que cultural e históricamente pertenecía al extremo norte. Los principales motivos de Rodríguez Saá para mantenerse al margen de la interna justicialista nacional fueron su intención inicial de perfilarse a nivel nacional como un posible presidenciable. Sin embargo, finalmente, en las elecciones primarias de 1988 el precandidato triunfador fue el gobernador riojano, Menem, que derrotó a Antonio Cafiero por holgado margen. Luego de no haber podido presentar su candidatura, Rodríguez Saá y su hermano llamaron a la abstención, lo que provocó un aplastante triunfo de Menem en la provincia.
Finalizada la interna, las distintas facciones del justicialismo se reunificaron de cara a los comicios y acordaron configurar un bloque peronista unido en el Congreso. Después de una serie de negociaciones, Alberto Rodríguez Saá, entonces senador, asumió como presidente del bloque justicialista, auspiciado en gran medida por Britos. Las elecciones presidenciales de 1989 fueron adelantadas por el gobierno de Alfonsín al 14 de mayo, en vista de la grave situación económica, que llegó a un máximo punto de tensión con el estallido de una severa hiperinflación en febrero del mismo año. El gobierno de Rodríguez Saá unificó las elecciones de renovación legislativa con las presidenciales, obteniendo la victoria ante los candidatos radicales. Menem resultó a su vez electo presidente para el período 1989-1995. A pesar de mostrarse como un opositor interno a Menem y mantener una relación relativamente distante con el presidente después de su victoria, Rodríguez Saá apoyó fuertemente las políticas económicas del Ministro de Economía Domingo Cavallo.

### Tercer mandato (1991-1995)

#### Elecciones de 1991
Beneficiado por el clima económico favorable y con la provincia a punto de lograr el superávit fiscal, Rodríguez Saá se presentó a un tercer mandato consecutivo. Junto con el cordobés Eduardo Angeloz, fueron los únicos gobernadores elegidos en 1983 que todavía se encontraban en sus cargos y que buscarían una segunda reelección. En esta ocasión, el justicialismo obtuvo una cómoda victoria con el 51,78% de los votos contra el 36,95% logrado por la Unión Cívica Radical y el 6,59% de la coalición Frente Político y Social. El PJ también retuvo su mayoría en la Cámara de Diputados y la totalidad de las bancas en el Senado. Fortalecido por su triunfo electoral, Rodríguez Saá esperaba a adquirir más poder dentro del justicialismo nacional, y aspiraba a disputar finalmente la candidatura presidencial de cara a 1995.

#### Acusaciones de culto a la personalidad
Unos meses después de asumir su tercer mandato, en marzo de 1992, la imagen de Rodríguez Saá se vio sacudida por un escándalo cuando se hizo público que el gobierno sanluiseño había decretado la obligatoriedad de utilizar en las escuelas de la provincia un libro de texto que contenía diecisiete fotos del gobernador, así como tres de Juan Domingo Perón y dos del presidente Carlos Menem, denominado "San Luis, sus hombres, su historia y su cultura". Del mismo modo, el libro contendría consignas elogiosas hacia la figura del gobernador, siendo la más destacada por los medios de comunicación: "El gobernador aceptó gustoso el desafío de hacer grande a la provincia y feliz a su pueblo". Algunos padres y los gremios docentes de la provincia denunciaron esto como un intento de adoctrinar políticamente a los estudiantes, y la polémica llegó a ser publicada en medios nacionales, lo que llevó a que la figura de Rodríguez Saá a hacerse más conocida públicamente a nivel nacional, a pesar de que ya llevaba más de ocho años en la gobernación. El 8 de marzo, Rodríguez Saá organizó una conferencia de prensa en la vecina provincia de Mendoza, donde afirmó que no estaba de acuerdo con la obligatoriedad de los textos y que esta sería retirada. El gobernador descartó que se tratara de un adoctrinamiento y afirmó que: «el pueblo de San Luis es un pueblo culto, que formó miles y miles de maestros que salieron a enseñar cultura por toda la República Argentina, y entonces tiene facultad para discernir textos de historias»

#### Supuesto secuestro
El 25 de octubre de 1993, Rodríguez Saá denunció públicamente haber sido secuestrado y chantajeado cuatro días atrás. De acuerdo con la primera versión concedida por el gobernador, fue tomado por sorpresa en su automóvil la noche del 21 de octubre, mientras viajaba solo y sin custodia por la carretera de la capital provincial, por un grupo de personas en dos vehículos, que lo redujeron, lo encerraron en el portaequipajes de uno de ellos, y lo trasladaron hasta El Trapiche, un pueblo turístico en el centro de la provincia. Allí fue supuestamente llevado a un albergue transitorio llamado «Y... no C» y posteriormente a la casa de uno de sus captores, en donde lo sometieron a numerosos abusos físicos, psicológicos y sexuales. Rodríguez Saá afirmó que, amenazado con armas, fue obligado a desnudarse y a realizar diversas poses eróticas con varias mujeres mientras era grabado y fotografiado por una cámara. Se le arrojaron sobres con bicarbonato de sodio que simularon ser de cocaína, se destaparon bebidas alcohólicas y se le introdujo un consolador en el recto anal. El gobernador habría sido finalmente liberado en la madrugada del 22 de octubre, abandonado en el centro de la ciudad con una nota en el bolsillo exigiendo el pago de USD 3,0 millones en un lapso no mayor a diez días. De no entregarse el dinero, supuestamente la película pornográfica sería expuesta a todo el país, o las fotografías eróticas serían entregadas a dirigentes de la oposición provincial. Rodríguez Saá se atendió con un médico al volver a su domicilio, en las primeras horas de la mañana, padeciendo una fisura en el tabique nasal y un hematoma en el ojo izquierdo.
El 24 de octubre, Rodríguez Saá resolvió hacer pública la situación y tomó un vuelo a Buenos Aires, donde mantuvo una reunión privada con el presidente Carlos Menem. Al día siguiente, emitió una declaración ante los medios de comunicación explicando lo sucedido, afirmando que había sido «vejado», y declarando: «Me bajaron del baúl y me metieron en una pieza donde fui sometido a filmaciones, fotografías para vincularme a la droga, a la violencia, al sexo y la homosexualidad». La reacción del gobierno nacional ante la denuncia de Rodríguez Saá fue en gran medida escéptica. El propio Menem afirmó que el relato del gobernador tenía muchas "zonas oscuras", mientras que el ministro del Interior, Carlos Ruckauf, afirmó que el asunto era "grave" y que se realizaría una investigación exhaustiva de los hechos. En los siguientes días, Rodríguez Saá repudió los dichos de Menem y acusó al gobierno nacional de haberlo ignorado deliberadamente durante una denuncia de un anterior intento de secuestro, que habría ocurrido dos meses atrás, y se mostró irritado por la falta de repudio de la clase política ante lo ocurrido.
Mientras se producía un intenso debate a nivel nacional por la inminente intentona del gobierno de Menem de lograr una reforma constitucional que habilitara su reelección presidencial, la polémica sobre el denunciado secuestro de Rodríguez Saá cobró impulso en los medios de comunicación. La periodista Fanny Mandelbaum fue enviada a El Trapiche por Telefé Noticias a hacer una cobertura del caso. Durante la misma, se publicó que Rodríguez Saá no se encontraba en su auto al momento del secuestro, sino que ya estaba en el «Y... no C» con Esther Sesín, apodada «La Turca», una reconocida periodista local que supuestamente sería amante del gobernador desde hacía ocho años. El escándalo en torno al amorío incrementó la repercusión mediática de los hechos, llegando numerosos periodistas a la provincia en las semanas siguientes. Finalmente, después de haberlo negado durante su primera versión, al momento de declarar ante la justicia, Rodríguez Saá confesó su amorío con Sesín, y admitió que se encontraba con ella en el albergue transitorio la noche del 21 de octubre, siendo supuestamente allí donde se produjo el secuestro y su traslado a la residencia de Alejandro Salgado (otro amante de Sesín), quien sería uno de los captores y que fue detenido como principal sospechoso días después de la denuncia.
En los primeros días de noviembre, hubo hasta diez detenidos como sospechosos de haber participado en el secuestro, mientras que los principales sospechosos fueron Sesín, Salgado, su padre Walter Salgado (padre del anterior y propietario de la residencia donde tuvo lugar la filmación), Eduardo Doyhenard, y las empleadas gubernamentales Evelia Pérez Nicotra y Mariadel Carmen Alonso, quienes serían amigas de Sesín. El gobierno de San Luis acusó a Sesín de haber entregado a Rodríguez Saá a sus captores, mientras que la periodista declaró que fue secuestrada junto al gobernador, y Salgado descartó haber formado parte del secuestro, argumentando que fue la propia Sesín quien le relató los hechos. Sesín afirmó que fue forzada a realizar posiciones eróticas del mismo modo que el gobernador, y que la obligaron a practicarle sexo oral mientras eran grabados. Salgado declaró posteriormente que durante su arresto fue sometido a torturas policiales, y sus abogados denunciaron que tenía las muñecas hinchadas y un testículo dañado tras haber sido agredido una vez detenido. La defensa de Salgado también recusó al juez a cargo de la causa, Raúl Fourcade, por ser amigo de la infancia de Rodríguez Saá. En diciembre, Rodríguez Saá concedió una entrevista televisiva, en la que afirmó que la provincia había sido víctima de una «operación política», y que tanto él como su gobierno se estaban recuperando de los sucesos.
A pesar de las supuestas amenazas de los secuestradores y de que el pago millonario nunca se efectuó, el vídeo pornográfico o las fotografías nunca se publicaron, y su existencia fue puesta en duda. Durante el escándalo, se llegaron a manejar cuatro versiones distintas de los sucesos. La primera fue la del propio Rodríguez Saá, que afirmó inicialmente haber sido secuestrado en soledad (y confesando con posterioridad haber estado previamente en el albergue transitorio) y que el caso podía tener connotaciones políticas. La segunda fue del gobierno nacional, que afirmó que el caso se debía a «cuestiones pasionales» y no a cuestiones políticas, aunque Menem admitió que el gobernador había sido «duramente golpeado». El principal sospechoso, Salgado, declaró que Rodríguez Saá y su amante fueron secuestrados, pero que él no tuvo nada que ver con el crimen, y que el gobierno provincial buscaba incriminarlo. Por su parte, la Secretaría de Inteligencia de Estado (SIDE), manejó mediante un presunto informe la teoría de que no existió secuestro alguno, y que Rodríguez Saá creó la historia como una pantalla para blanquear las supuestas filmaciones de una orgía real en la que participó. A pesar de las protestas de la defensa de los acusados, y de algunos pedidos aislados de la renuncia del gobernador, esta no se produjo, y Menem rechazó la idea de una intervención federal a la provincia, afirmando que no estaban dadas las condiciones para tal acción, y que el asunto debía quedar en manos de la justicia provincial sanluiseña. Finalmente, las versiones de Sesís y Salgado fueron desestimadas, y ambos fueron condenados. Sin embargo, posteriormente accederían a la libertad condicional, y no volverían a la provincia de San Luis después de su liberación.
Rodríguez Saá se refirió posteriormente al episodio como el «momento más oscuro y difícil de su vida personal», denunciando la insensibilidad de la prensa de la época que buscó retratar el asunto como un escándalo sexual para perjudicarlo, y que si bien no logró producir un daño duradero en su carrera política, constituyó un «sufrimiento enorme».

#### Convencional Constituyente de 1994
Prácticamente desde la mitad de su mandato, Menem había manifestado en reiteradas ocasiones que buscaría una vía para presentarse a la reelección, a pesar de encontrarse esta prohibida por la constitución de 1853. Tanto Rodríguez Saá como su hermano, Alberto, fueron firmes opositores dentro del justicialismo a la idea de que Menem se presentara a un segundo mandato. A medida que las intenciones de Menem de lograr una reforma constitucional se hicieron más evidentes en 1993, la fricción entre el gobierno nacional y el provincial se incrementó. Numerosos medios especularon la posibilidad de que el gobierno de Menem hubiera tenido algo que ver con el secuestro de Rodríguez Saá en octubre de ese año, como una medida de presión o represalia por su negativa a apoyar su reelección, postura que tiempo más tarde el propio Alberto Rodríguez Saá respaldaría. Finalmente, Menem llegó a un acuerdo con el líder del radicalismo, el expresidente Alfonsín, conocido como Pacto de Olivos, por el cual se acordó la reforma constitucional argentina de 1994. Alberto Rodríguez Saá votó en contra de la reforma en el Senado, y dimitió de su banca después. En las elecciones de convencionales constituyentes, que tuvieron lugar en abril de 1994, Rodríguez Saá encabezó la lista justicialista, obteniendo esta el 52,78% de los votos y formando de este modo parte de la Convención Constituyente que redactó la nueva carta magna.

### Cuarto mandato (1995-1999)

#### Elecciones de 1995
Tras anunciar su intención de postularse a un cuarto mandato, Rodríguez Saá concurrió a elecciones internas dentro del Partido Justicialista de San Luis por la candidatura gubernativa, esta vez con Mario Merlo como compañero de fórmula, la segunda vez que concurría a la reelección con un vicegobernador distinto. No tuvo rivales internos en la contienda y la lista Celeste Nuevo San Luis, que postulaba la fórmula Rodríguez Saá-Merlo, obtuvo el 100% de los votos en la primaria realizada el 6 de marzo, en una atmósfera tranquila debido a la falta de competencia. Para entonces, el cuarto mandato consecutivo de Rodríguez Saá al frente de la gobernación constituía un hecho inédito en Argentina, y era el único gobernador electo en 1983 que continuaría en su cargo al finalizar el período. Su cuarta candidatura fue apoyada, por fuera del PJ, por otros partidos menores, configurando un "Frente Justicialista" con el Movimiento de Integración y Desarrollo (MID), Partido Conservador Popular (PCP), el Movimiento Popular Provincial (MPP) y el Partido Social Demócrata (PSD). Los comicios tuvieron lugar el domingo 14 de mayo. En paralelo con la amplia reelección de Menem, Rodríguez Saá obtuvo un rotundo triunfo con el 71,62% de los votos, imponiéndose en todos los departamentos, contra el 17,00% del candidato radical, el 10,51% del Frente País Solidario (FREPASO), y el 0,87% de la alianza Frente Grande (FG). La coalición justicialista retuvo su mayoría de dos tercios en la legislatura con 27 de los 41 diputados y la totalidad de los senadores. La participación fue del 80,22% del electorado registrado.

#### Conflicto con el poder judicial

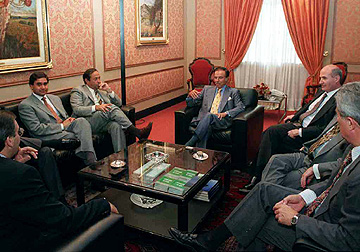
Reunión entre el presidente Menem (centro) con los gobernadores de la Región del Nuevo Cuyo. Rodríguez Saá se encuentra primero a su izquierda.

Durante el año 1996 y principios de 1997, comenzaron una serie de movimientos ejecutivos y legislativos que desencadenaron una crisis entre el gobierno de Rodríguez Saá y el poder judicial de la provincia. Ya desde 1993 se había comenzado una reducción de la independencia judicial, fortalecida con la reforma de 1987, con algunas modificaciones en el funcionamiento del Consejo de la Magistratura. La Ley 5.047 quitó al Colegio de Abogados el control sobre la matrícula profesional. Otra legislación, la Ley 5.062, redujo considerablemente los salarios reales de los magistrados, lo que desató acusaciones de una pretensión del ejecutivo de controlar económicamente a los jueces. Posteriormente, el gobierno modificó la designación de los jueces del Superior Tribunal de Justicia para que estos fueran designados por el gobernador en acuerdo con el Senado Provincial, que estaba compuesto en su totalidad por integrantes de su fuerza política. Rodríguez Saá declaró la caducidad del mandato de los jueces en ejercicio y designó nuevos en 1996, muchos de ellos ligados al justicialismo provincial.
La situación condujo a un paro judicial entre diciembre de 1996 y marzo de 1997, que dejó a la población sin administración de la Justicia durante más de cuatro meses. El Diario de la República, mayor medio de comunicación del oficialismo provincial, culpó a los jueces por la crisis, acusándolos de «tener privilegios y no aceptar la reducción de sus salarios en desmedro de la población», y exhibió un fotomontaje que mostraba a los cinco miembros del Superior Tribunal en ropa interior y con gorras de policía. Cuatro de los miembros del mismo renunciaron en medio de la crisis, denunciando «sometimiento», y fueron reemplazados por otros designados por el Senado. La lentitud del proceso llevó a que la nueva judicatura no se constituyera hasta julio de 1997. El nuevo presidente del Supremo Tribunal, también encargado del Jurado de Enjuiciamiento, fue Carlos Sargnese, quien había sido funcionario del gobierno provincial y se consideraba muy ligado a Rodríguez Saá. Alegando la necesidad de una emergencia económica, el oficialismo aprobó una nueva legislación, que traspasaba al poder judicial la competencia sobre el pago de salarios, desligando al estado provincial de la obligación de mantener económicamente a la judicatura, lo que fue denunciado como un intento de asfixia económica.
Figuras de la oposición denunciaron que el gobierno de Rodríguez Saá pretendía poner fin a la independencia judicial, con el objetivo de que no se realizaran investigaciones sobre posibles actos de corrupción. El 21 de febrero de 1997, la UCR presentó un pedido de juicio político contra Rodríguez Saá en la legislatura, alegando: «mal desempeño en sus funciones, enriquecimiento ilícito, negociaciones incompatibles, atentar contra la Constitución e incapacidad mental». El mismo fue rápidamente desestimado por la mayoría de dos tercios del justicialismo. Los cargos de enriquecimiento ilícito se centraban en las inconsistencias entre la situación económica de Rodríguez Saá de acuerdo con su declaración jurada antes de asumir la gobernación y la que tendría avanzado su gobierno. De acuerdo con las imputaciones, pasó de tener una casa y dos automóviles usados a poseer dos viviendas valuadas en más de un millón de pesos, dos departamentos en la zona norte de Buenos Aires y acciones comerciales en diversas empresas.
El 18 de febrero de 1999, durante una entrevista mientras se barajaba su posible candidatura presidencial, Rodríguez Saá negó que el poder judicial sanluiseño fuese dependiente, y afirmó que este estaba pasando «por un proceso de modernización», cuestionando lo que el llamaba una «mala imagen» que se estaba dando de su mandato.

#### Precandidatura presidencial de 1999
Rodríguez Saá centro su cuarto mandato en fortalecer su posición política nacional. En 1995, fue elegido vicepresidente del Consejo Nacional Justicialista. Junto a otros gobernadores de provincias pequeñas, fundó el Frente Federal Solidario (FFS), que buscaba contrapesar al menemismo y a su vez impedir el creciente avance de la coalición entre el FREPASO y la UCR en la Alianza para el Trabajo, la Justicia y la Educación. Buscó presentar su candidatura presidencial por el Partido Justicialista de cara a 1999, iniciando un enfrentamiento abierto con el menemismo. Se opuso férreamente a la posibilidad de una tercera postulación de Menem, así como a la candidatura del gobernador bonaerense Eduardo Duhalde, a quien consideraba coludido con Menem. En febrero de 1999, declaró que no aceptaría ser candidato a vicepresidente y que su precandidatura no había sido urdida por el gobierno de Menem, dos rumores que se habían levantado desde el sector de Duhalde. En la misma entrevista, anunció que su compañero de fórmula sería un extrapartidario, y que «causaría sorpresa», y se mostró dispuesto a formar un frente amplio entre el justicialismo y otros partidos políticos para enfrentar a la Alianza. Rodríguez Saá centró sus propuestas de campaña en la «entrada al Nuevo Milenio», y prometió buscar una vía para que toda la población pudiera tener acceso a Internet y aprovecharla.
El 15 de marzo lanzó formalmente su postulación para las internas bajo el espacio Argentina Grande. El 27 de mayo, confirmó que su compañero de fórmula sería Jorge Asís, embajador de Argentina en Portugal. A pesar de su encendido discurso y ruidosa campaña, que llegó a incluir la creación de una página web para tal fin, Rodríguez Saá finalmente retiró su precandidatura en favor de Duhalde el 7 de junio de 1999.

### Quinto mandato (1999-2001)

#### Elecciones de 1999

Resultados por departamento de las elecciones provinciales de San Luis de 1999. En azul, los departamentos en los que ganó Rodríguez Saá, en rojo, los departamentos en los que ganó Ceballos.

Durante la puja interna del justicialismo por la candidatura presidencial, en abril de 1999, Rodríguez Saá había declarado que, si no resultaba candidato presidencial, tampoco sería candidato a gobernador ese año. Sin embargo, después de retirar su precandidatura, anunció que volvería a concurrir por un quinto mandato. Debido a su disputa con Duhalde, y a la precaria situación del justicialismo nacional con la creciente popularidad del candidato radical de la Alianza, Fernando de la Rúa, el gobierno desfasó las elecciones provinciales de las nacionales, por primera vez desde la restauración democrática. Con el cada vez mayor distanciamiento de la mayor parte de la dirigencia justicialista, ni Menem ni Duhalde visitaron la provincia durante la campaña, que se mantuvo casi estrictamente provincializada. Rodríguez Saá se centró en resaltar el fomento de la obra pública y la transformación económica lograda aquí con la radicación de empresas, lo que fue considerado posteriormente como uno de los principales motivos de su victoria.
La Alianza postuló como candidato al radical Walter Ceballos, mientras que solo el sumamente minoritario Movimiento por la Dignidad y la Independencia (MODIN) presentó un candidato por fuera del bipartidismo, lo que generó una elección extremadamente polarizada. Sin embargo, las posibilidades de la Alianza se consideraban reducidas y de hecho se rumoreó que el Partido Unión y Libertad (PUL), que Alberto Rodríguez Saá había fundado en 1997 como apoyo al justicialismo sanluiseño, estaba discutiendo posibles vínculos y acercamientos con la Alianza después de su esperable victoria presidencial. La candidata a vicegobernadora de Rodríguez Saá fue María Alicia Lemme, que pertenecía al PUL. Durante una visita a la provincia, De la Rúa no dio un apoyo demasiado claro a Ceballos y declaró «nuestros candidatos tienen mucho entusiasmo», un respaldo considerado «tibio».
Los comicios tuvieron lugar el 12 de septiembre, un mes antes de la elección presidencial. Tanto Ceballos como Rodríguez Saá se atribuyeron la victoria al cierre de los comicios, y las celebraciones tradiciones que el justicialismo realizaba en la capital provincial tras la victoria no se materializaron, lo que produjo un estado de tensión en la provincia. Ceballos denunció que Rodríguez Saá pretendía falsear los resultados y se negó a reconocer su victoria de forma inmediata. La Junta Electoral anunció, sin embargo, un nuevo triunfo de Rodríguez Saá, solo que notoriamente reducido con respecto al anterior, con el 54,32% de los votos contra el 44,99% de Ceballos y el 0,69% del MODIN. La Alianza obtuvo un amplio triunfo en la capital provincial, obteniendo de este modo el escaño del departamento en el Senado, la primera senaduría opositora desde la creación del cuerpo.

#### Conflictividad social y acusaciones de corrupción
El último mandato de Rodríguez Saá en la gobernación sanluiseña se caracterizó por un conflicto abierto cada vez más fuerte con la oposición, lo que incrementó la conflictividad social de la provincia en concordancia con la creciente crisis política y social a nivel nacional, que empeoraría durante los años siguientes. Su oponente en las elecciones, Walter Ceballos, fue designado por el presidente Fernando de la Rúa como secretario de Provincias de la Nación. Del mismo modo, el oficialismo había perdido el control de la ciudad San Luis, que quedó en manos del peronista disidente Carlos Ponce, electo por la Alianza. En junio de 2000, luego de revelarse que su ministro de Acción Social, Eduardo Sánchez, había desviado 18.000 pesos a una cuenta personal, el gobernador solicitó la renuncia de prácticamente todo su gabinete. En septiembre de 2000, Rodríguez Saá anunció un proyecto para dividir el distrito capital en cuatro municipios, lo que fue denunciado por la oposición como una masiva manipulación distrital que buscaba recuperar para el PJ el control de la ciudad. El Senado Provincial dio media sanción al proyecto unánimemente el 5 de septiembre, lo que desató protestas multitudinarias en la capital, con quinientas personas cortando la Ruta Nacional 7. La ruta se mantuvo cortada durante cuatro días, hasta que el 8 de septiembre la policía provincial desalojó a los manifestantes por la fuerza. Rodríguez Saá denunció una maniobra organizada por Caballos, Ponce, y el obispo de San Luis, Juan Laise, para desestabilizar la provincia, y declaró: «Vamos a dialogar, a actuar con toda la mesura y la prudencia que siempre ha caracterizado a mi gobierno».
En noviembre de 2000, Rodríguez Saá fue acusado de corrupción al difundirse una grabación en la que Gustavo Cerioni, integrante de la Secretaría para la Pequeña y Mediana Empresa de la Nación, el ministro de Industria, Silvio Closa, y el escribano del gobierno de San Luis, Rafael Echenique, señalaron directamente al gobernador como responsable de un aprovechamiento indebido del régimen de promoción industrial provincial. Dicha ley permitió la radicación de más de ochenta empresas en la provincia, que tuvieron como principal beneficio verse exentos de pagar el impuesto al valor agregado y el Impuesto a las Ganancias. El informe, publicado por el Canal 13, se tituló «Rodríguez S.A.» y fue realizado por periodistas del canal, que se presentaron como supuestos interesados en la compra de una firma en San Luis y filmaron a los funcionarios locales con cámaras ocultas. Ante la difícil situación, el gobierno provincial impulsó una campaña publicitaria que buscaba restaurar la popularidad de Rodríguez Saá, desgastada después de diecisiete años en el poder y salpicada por la rebelión violenta en la capital y las denuncias de corrupción. Dicha campaña tuvo como eslogan «San Luis Somos Todos», y se caracterizó por ser la marca de muchos productos y programas formulados por el gobierno. El proyecto tuvo un considerable éxito en estabilizar la provincia, y la marca San Luis Somos Todos continuaría siendo usada por el oficialismo puntano durante muchos años.

## Presidencia de la Nación Argentina (2001)

### Elección y juramentación

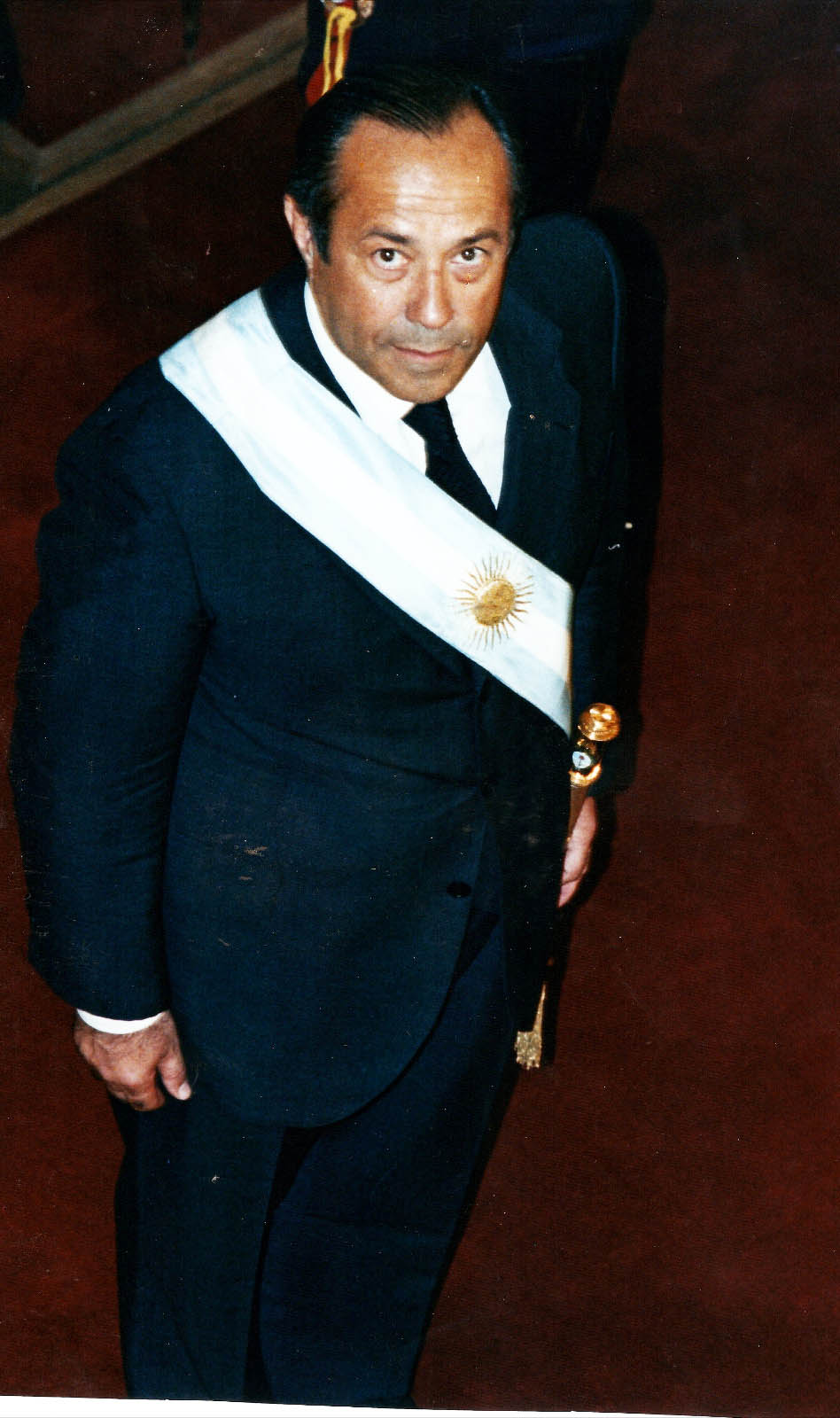
Rodríguez Saá al momento de asumir como presidente de la Nación Argentina, el 23 de diciembre de 2001.

El gobierno de Rodríguez Saá en San Luis llegó a su fin con la crisis de diciembre de 2001, que provocó el final del gobierno de la Alianza para el Trabajo, la Justicia y la Educación. La crisis se desató por la instauración del Corralito, una disposición del gobierno que restringía la extracción de dinero en efectivo de los bancos, diseñada por el ministro de Economía Domingo Cavallo, y por la imposición del estado de sitio por un decreto del presidente radical Fernando de la Rúa el 19 de diciembre, que provocó en última instancia una rebelión popular generalizada, finalizando con la renuncia de De la Rúa al día siguiente.
La dimisión desencadenó inmediatamente la asunción del justicialista Ramón Puerta, presidente provisional del Senado, como encargado interino del poder ejecutivo, por aplicación de la ley de acefalía. Con el país sufriendo un feroz colapso institucional, Puerta convocó a la Asamblea Legislativa para que eligiera a un nuevo presidente, la cual tuvo lugar el 22 de diciembre. La renuncia de De la Rúa desató una lucha de poder en el Partido Justicialista, con el radicalismo como árbitro, ya que el peronismo gozaba de mayoría parlamentaria después de las elecciones de octubre, en las que una gran porción del electorado emitió votos en blanco o anulados. Rodríguez Saá había convocado a los gobernadores peronistas integrantes del Frente Federal Solidario a asistir a la inauguración de un aeropuerto en la ciudad de Merlo, pero el estallido social y la salida del poder de De la Rúa modificaron el panorama, y acabó ampliando la invitación a los catorce gobernadores justicialistas, a los jefes de bloques legislativos, y al jefe de Estado provisional, para resolver el rumbo que tomaría el justicialismo para encarar la transición. La reunión se realizó en el Club de Campo Chumamaya, y además de Rodríguez Saá contó con la presencia de José Manuel de la Sota (Córdoba), Carlos Reutemann (Santa Fe), Néstor Kirchner (Santa Cruz), Juan Carlos Romero (Salta), Carlos Manfredotti (Tierra del Fuego), Rubén Marín (La Pampa), y el senador Eduardo Menem en representación de Ángel Maza (La Rioja). El mal clima impidió la asistencia de Eduardo Duhalde y del gobernador bonaerense Carlos Ruckauf, así como del jujeño Eduardo Fellner.
El encuentro fue en gran medida secreto. El mismo día, solo trascendió a los medios de comunicación que aún no se había acordado quien sería presidente interino, llegándose a considerar por un tiempo la ratificación de Puerta en el poder ejecutivo hasta el llamado a nuevas elecciones y celebrar una interna del Partido Justicialista en enero para escoger un candidato de unidad. Rodríguez Saá declaró a los medios que se proponía a sí mismo como presidente «hasta 2003» (cuando finalizaba el mandato de De la Rúa). De la Sota rechazó esta postura, afirmando que era necesario convocar urgentemente a elecciones. Puerta declaró al día siguiente que solo ejercería el cargo hasta que la Asamblea Legislativa designara a otra persona, pues rechazaba la idea de ocupar un puesto para el que no había sido elegido. Después de una nueva reunión, finalmente, Rodríguez Saá fue considerado el dirigente más cercano a los postulados de la mayoría del espectro partidario, y de este modo se acordó investirlo presidente de la Nación Argentina. Rodríguez Saá mostró «cierta euforia» al momento de aceptar asumir la conducción del país, y afirmó que formaría un gobierno de transición que no devaluaría la moneda, y mantendría la controvertida Ley de Convertibilidad (que garantizaba una paridad entre el peso argentino y el dólar estadounidense, considerada principal impulso de la crisis) y el sistema conocido como Corralito, al menos momentáneamente Durante su breve gestión, derogó el decreto sobre Cooperación Internacional en Materia Penal, firmado por Fernando de la Rúa días antes de su renuncia, el cual rechazaba todas las peticiones de extradición a militares argentinos, por parte de tribunales extranjeros, por delitos cometidos durante la última dictadura militar.
A las 9:20 horas del 23 de diciembre, Rodríguez Saá fue elegido presidente por 169 votos a favor y 138 en contra. Contaba con el apoyo de Puerta, antiguo aliado suyo mientras fue gobernador de Misiones en la década de 1990 e integrante del Frente Federal Solidario, así como también el apoyo nominal de los gobernadores Ruckauf, Reutemann, De la Sota, Kirchner y Marín, todos con aspiraciones presidenciales que preferían una elección anticipada. Rodríguez Saá prestó juramento como presidente formalmente a las 11:42 horas del mismo día. La elección de Rodríguez Saá sería solo por sesenta a noventa días, debiendo realizarse elecciones presidenciales adelantadas el domingo 3 de marzo de 2002, mediante la aplicación del controvertido sistema de doble voto simultáneo o ley de lemas, hasta entonces empleado solo en algunas distritos para la elección de cargos provinciales, y el 5 de abril debía entregar su cargo al nuevo presidente. El 24 de diciembre cesó su mandato como gobernador provincial, asumiendo la vicegobernadora María Alicia Lemme, que se mantuvo en el cargo hasta el fin del mandato en 2003.
De acuerdo con numerosas fuentes, la ratificación de Rodríguez Saá estuvo lejos de estar asegurada, incluso al momento mismo de la votación, y numerosos sectores del peronismo o del radicalismo y el frepasismo amenazaron a último momento con retirar su apoyo. El alto número de votos en contra de su candidatura se debió en gran medida al rechazo al adelanto de las elecciones, ya que la mayoría de estos legisladores querían que el presidente interino completara el mandato de De la Rúa. Del mismo modo, la aplicación del sistema de lemas, que finalmente no se implementó, desató un debate jurídico y constitucional durante la semana en la que Rodríguez Saá ocupó interinamente la presidencia. En su discurso inaugural, el nuevo presidente se comprometió a gobernar "para los más humildes y lo que sufren", que en su gobierno tendría prioridad "la gente, no la deuda externa", y anunció la ruptura definitiva del peronismo con las políticas del menemismo, declarando la suspensión del pago de la deuda externa con los acreedores privados.

### Conformación del gobierno

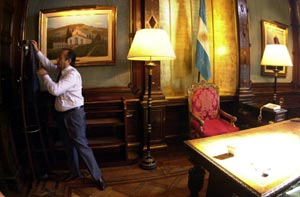
Rodríguez Saá en el despacho presidencial de la Casa Rosada.

Rodríguez Saá no negoció prácticamente con ninguna de las facciones del justicialismo el diseño de un sumamente reducido gabinete de transición (con cuatro ministros y seis secretarías), que estuvo en gran medida conformado por personas de confianza del presidente, destacando su antiguo mentor político y posteriormente oponente provincial, Oraldo Britos, como Ministro de Trabajo. Sin embargo, intentó también incorporar figuras de las demás líneas internas del PJ, aunque sin conseguir satisfacer a la mayoría de los dirigentes. Aunque al principio se especuló con que el Jefe de Gabinete sería Jorge Obeid, finalmente nombró como interino a su secretario privado Luis Lusquiños, quien también acumulaba el cargo de secretario general de la Presidencia. y José María Vernet, también exmandatario de aquella provincia, ejerció simultáneamente las carteras de Defensa y de Relaciones Exteriores, Comercio Internacional y Culto. El mendocino Rodolfo Gabrielli fue su Ministro del Interior. Cuatro de sus seis secretarios eran puntanos que habían ejercido cargos durante su gobernación: Carlos Sergnese, presidente del Supremo Tribunal de la provincia, múltiples veces acusado de sesgar el poder judicial sanluiseño en favor de Rodríguez Saá, fue designado como Secretario de Inteligencia; José Guillermo L'Huiller fue secretario Legal y Técnico; Alberto Zuppi, secretario de Justicia y Asuntos Legislativos, y Graciela Corvalán, secretaria de Obras Públicas. Ninguno de los ministros ajenos al «Modelo San Luis» (es decir, no ligados directamente al antiguo gobernador) había sido explícitamente designado por la facción del justicialismo que representaban, sino que Rodríguez Saá, con la colaboración de su hermano Alberto Rodríguez Saá, habían elegido personalmente a las figuras del gabinete dentro de los distintos espacios del peronismo. Rodolfo Frigeri, secretario de Hacienda, Finanzas e Ingresos Públicos, fue convocado por Néstor Kirchner, a pesar de pertenecer al sector de Duhalde, por pedido de Rodríguez Sáa; mientras que Daniel Scioli, entonces adherente al menemismo, fue convocado como secretario de Turismo sin haber sido consultado Menem, entonces presidente del PJ, que fue rápidamente marginado tanto de la transición y la Asamblea Legislativa después de la caída de De la Rúa como del posterior armado del gobierno interino. Debido a la forma en la que Rodríguez Saá configuró el nuevo gabinete, una fuente del mismo declaró ante los medios que «todos están por él, aunque no sean de él». No hubo funcionarios ligados a De la Sota.

### Proyecciones económicas
La presidencia de Rodríguez Saa duró sólo siete días, por lo que prácticamente ninguna de sus proyecciones se llegó a concretar. Durante ese período proclamó la suspensión de pagos de la deuda externa con los acreedores privados, lo cual nunca llegó a concretar. Seguidamente, anunció la entrada en circulación de una nueva moneda no convertible, llamada «argentino», con la cual financiaría planes de vivienda y daría más de 100 000 subsidios, así como un aumento a jubilados y estatales. Dicha moneda nunca se materializó.
Por su negociación logró reunificar a la CGT, lo cual le valió el respaldo de los jefes sindicales, pero no el de la UIA (Unión Industrial Argentina) ni el de un importante sector del Partido Justicialista, disconformes con la decisión del mandatario de devaluar la moneda de manera gradual, y no inmediata ―como proponían los industriales y el Grupo Clarín―. Nombró al senador Jorge Capitanich como ministro de Infraestructura y Vivienda e interino de Economía, de Desarrollo Social y Medio Ambiente, de Salud, de Trabajo, Empleo y Formación de Recursos Humanos y de Seguridad Social; y como presidente del Banco de la Nación Argentina a David Expósito, un economista y periodista que tomó notoriedad en esos días por sus declaraciones sobre la nueva moneda, el «argentino», lo que llevó a que Rodríguez Saá le exigiera su renuncia.

### Debate por la duración de su mandato y renuncia

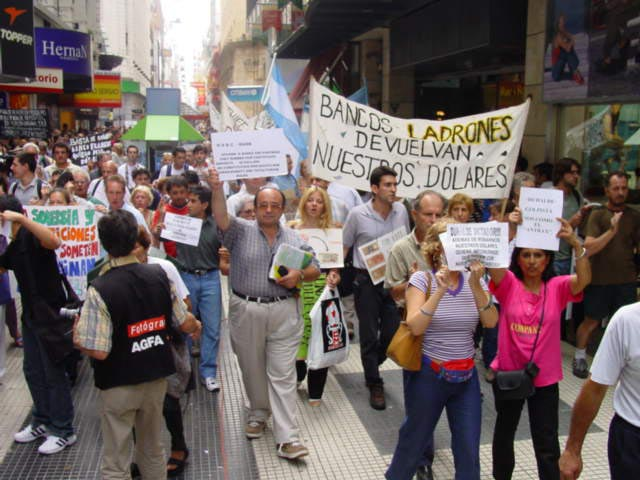
Cacerolazo durante la crisis de 2001 y 2002.

Desde un principio, el principal debate en torno a la presidencia interina surgida de la Asamblea Legislativa era la duración de esta. Mientras que un sector promovía que el presidente designado por el legislativo completara el mandato de De la Rúa el 10 de diciembre de 2003, otro sector, conformado por gobernadores de las provincias más pobladas (como el bonaerense Ruckauf, el cordobés De la Sota, y el santafesino Reutemann), sostenían la necesidad de convocar a elecciones presidenciales anticipadas para el domingo 3 de marzo de 2002, bajo el alegato de que solo un presidente ratificado por el voto popular contaría con la legitimidad suficiente para encarar la crisis económica y estabilizar la situación política. La idea de utilizar el sistema de doble voto simultáneo (o ley de lemas) para dicha elección surgió del problema que representaba para el justicialismo elegir a un candidato de consenso que unificara al partido en un período de tiempo tan reducido como tres meses. La ley de lemas permitía la presencia de varias candidaturas o sublemas por parte de un mismo partido o lema, con los votos de los distintos sublemas superponiéndose al lema. De este modo, el sublema ganador dentro del lema más votado resultaría electo.
La ley de lemas fue automáticamente rechazada por casi la totalidad del arco opositor al PJ (el radicalismo y el frepasismo) e incluso numerosos dirigentes peronistas cuestionaron la conveniencia de usarla en comicios presidenciales. Tanto Duhalde como Ruckauf acogieron el anuncio de su posible instauración con frialdad, creyendo que lo único que lograría dicha ley sería atomizar el voto justicialista y, al mismo tiempo, minar aún más la legitimidad del presidente que resultase electo, pues debido a que el candidato ganador sería el que obtuviese más votos dentro de un determinado lema, este podría no ser necesariamente el candidato más votado, e incluso aunque lo fuera, seguramente lo sería por un margen de votos sumamente bajo. Además, la constitucionalidad de que dicho sistema se aplicara a elecciones presidenciales, dado que no está previsto por la constitución nacional, fue objeto de un profundo debate, y en última instancia la utilización de este método resultó desestimada. Rodríguez Saá, si bien mantuvo una postura ambivalente con respecto al uso de la ley de lemas, no se manifestó en contra de su implementación y se mostró dispuesto a aceptarla.
A pesar de haber aceptado inicialmente la duración corta de su interinato, Rodríguez Saá desde un principio demostró su intención de permanecer en el poder, ya fuera compitiendo en las elecciones adelantadas (aunque se había comprometido a no hacerlo) o completando el mandato de De la Rúa. Un sector de su gabinete confesó a los medios que Rodríguez Saá tenía intención de quedarse «hasta seis años». La idea fue categóricamente rechazada por más de la mitad de los gobernadores justicialistas, que además criticaron la composición «poco virtuosa» de su gabinete, y exigieron la salida de figuras «impresentables», entre las que destacaban el titular del Banco Nación, Expósito, y el jefe de Asesores del Gabinete, Carlos Grosso. También se cuestionó la ausencia de mención a las elecciones presidenciales, llegándose a sugerir dentro del gobierno que no había suficiente presupuesto para pagarlas, y que el interinato debía prolongarse. La noche del 28 de diciembre, estallaron nuevos cacerolazos en el país, viéndose sacudida la residencia presidencial de Olivos, mientras que la Casa Rosada estuvo a punto de ser invadida por manifestantes, que exigían renuncias y el final del corralito. Ante esta situación, todo el gabinete presentó su renuncia. Rodríguez Saá confirmó en sus cargos sólo a su secretario general Lusquiños, y al ministro del Interior Gabrielli. Anunció simultáneamente que había acordado con los banqueros que el 30 de diciembre las entidades permanecerían abiertas de 8:00 a 20:00 horas, y que le pagarían mil pesos a jubilados y empleados del Estado.
El 29 de diciembre, Rodríguez Saá convocó a una reunión a los catorce gobernadores justicialistas en la Residencia Presidencial de Chapadmalal para buscar un entendimiento que le permitiera continuar en la presidencia, ya sin posibilidad de impedir las elecciones anticipadas. Sin embargo, para entonces, la mayoría del PJ ya le había retirado su apoyo, y a la reunión solo asistieron seis gobernadores (el bonaerense Carlos Ruckauf, el riojano Ángel Maza, el formoseño Gildo Insfrán, el salteño Juan Carlos Romero, el misionero Carlos Rovira y su sucesora en la gobernación puntana, María Alicia Lemme). Néstor Kirchner no asistió, pero envió a su vicegobernador, Sergio Acevedo, y Ramón Puerta también estuvo presente. Otros cinco gobernadores se ausentaron silenciosamente sin responder a su invitación, mientras que José Manuel de la Sota le dijo con claridad que no contara con él. Al momento de la reunión fallida, se produjo un corte de luz que dejó al edificio de Chapadmalal sin suministro eléctrico, por lo que el encuentro fue apenas iluminado por la luz del sol entrando por la ventana. Del mismo modo, afuera se producían multitudinarias protestas y la custodia del presidente no se encontraba presente. De acuerdo con algunos comentarios hechos por los presentes en dicha reunión, Rodríguez Saá se mostró agresivo y afirmó «haber cambiado al país» en los solo siete días que llevaba en el gobierno, exigiendo el apoyo de los gobernadores para continuar con su gestión o que, de lo contrario, se buscaran «otro De la Rúa».
Mientras se producía la reunión, entró en la habitación el coronel Gustavo Bohn, entonces jefe de la custodia presidencial, e informó a Rodríguez Saá de que una multitud de manifestantes se estaba reuniendo afuera del edificio y que estaban intentando forzar la puerta mientras venía cada vez más gente. Bohn aseguró que «no se podía garantizar» la seguridad del presidente. Rodríguez Saá ordenó que prepararan un vehículo para que pudiera retirarse al aeropuerto, y afirmando que la situación era insostenible y que se retiraba a San Luis, subió al primer piso de la residencia. Ruckauf, que se retiró poco después en helicóptero, afirmó que la reacción del presidente al enterarse de la manifestación fue «exagerada». Duhalde, que subió al primer piso con él, comentaría más adelante que, tras enterarse de una posible pueblada inminente sobre Chapadmalal, Rodríguez Saá sufrió un ataque de pánico, se encerró en el primer piso y se acostó en una cama en posición fetal, afirmando que querían asesinarlo. De acuerdo con el relato de Ruckauf, el jefe de su personal de custodia le informó que afuera solo había un máximo de diez personas, no una manifestación, y que estos en realidad ignoraban que el presidente se encontrara en el complejo, pues eran trabajadores de hoteles que querían hablar con Scioli, entonces Secretario de Turismo. De todas formas Rodríguez Saá, supuestamente tras reponerse del ataque de pánico, se retiró sin comprobarlo.
El automóvil que llevaba a Adolfo Rodríguez Saá salió del complejo de Chapadmalal por la puerta trasera, donde no había nadie y lo trasladó hasta el Aeropuerto de Mar del Plata, donde lo esperaba el avión presidencial a cargo de llevarlo a San Luis. Una vez allí, concedió una conferencia de prensa en la que presentó su renuncia indeclinable a la presidencia, la cual se hizo efectiva a las 23:09 horas del 30 de diciembre. Rodríguez Saá defendió su corto período en el cargo y acusó a múltiples dirigentes, señalando en particular a De la Sota, como responsables del fracaso de su mandato, afirmando que habían antepuesto intereses partidarios al bienestar del país. Ramón Puerta también se había ausentado para no volver a asumir la titularidad del poder ejecutivo, por lo que esta recayó en Eduardo Camaño, presidente de la Cámara de Diputados, hasta que la Asamblea Legislativa eligió a Duhalde como presidente, ejerciendo el cargo hasta mayo de 2003.

### Gabinete
| Jefatura de Gabinete y Ministerios del Gobierno de Adolfo Rodríguez Saá | Jefatura de Gabinete y Ministerios del Gobierno de Adolfo Rodríguez Saá | Jefatura de Gabinete y Ministerios del Gobierno de Adolfo Rodríguez Saá |
| Cartera                                                                 | Titular                                                                 | Período                                                                 |
| ----------------------------------------------------------------------- | ----------------------------------------------------------------------- | ----------------------------------------------------------------------- |
| Jefatura de Gabinete de Ministros                                       | Luis Lusquiños                                                          | 23 de diciembre de 2001 - 30 de diciembre de 2001                       |
| Ministerio del Interior                                                 | Rodolfo Gabrielli                                                       | 23 de diciembre de 2001 - 30 de diciembre de 2001                       |
| Ministerio de Relaciones Exteriores, Comercio Internacional y Culto     | José María Vernet                                                       | 23 de diciembre de 2001 - 30 de diciembre de 2001                       |
| Ministerio de Defensa                                                   | José María Vernet                                                       | 23 de diciembre de 2001 - 30 de diciembre de 2001                       |
| Ministerio de Trabajo                                                   | Oraldo Britos                                                           | 23 de diciembre de 2001 - 30 de diciembre de 2001                       |
| Secretarías de Estado del Gobierno de Adolfo Rodríguez Saá              |                                                                         |                                                                         |
| Cartera                                                                 | Titular                                                                 | Período                                                                 |
| Secretaría General                                                      | Luis Lusquiños                                                          | 23 de diciembre de 2001 - 30 de diciembre de 2001                       |
| Secretaría Legal y Técnica                                              | Guillermo L'Huiller                                                     | 23 de diciembre de 2001 - 30 de diciembre de 2001                       |
| Secretaría de Inteligencia                                              | Carlos Sergnese                                                         | 23 de diciembre de 2001 - 30 de diciembre de 2001                       |
| Sedronar                                                                | Lorenzo Cortese                                                         | 23 de diciembre de 2001 - 30 de diciembre de 2001                       |
| Secretaría de Hacienda, Finanzas e Ingresos Públicos                    | Rodolfo Frigeri                                                         | 23 de diciembre de 2001 - 30 de diciembre de 2001                       |
| Secretaría de Justicia y Asuntos Legislativos                           | Alberto Zuppi                                                           | 23 de diciembre de 2001 - 30 de diciembre de 2001                       |

## Pospresidencia

### Retorno a San Luis y candidatura presidencial de 2003
Rodríguez Saá se mantuvo en San Luis tras su renuncia. El 27 de enero causó controversia luego de insinuar públicamente la posibilidad de declarar unilateralmente a San Luis como un territorio independiente, con el argumento de «dejar de solventar el déficit de la Nación». De acuerdo con voceros cercanos al ámbito del exgobernador y expresidente, San Luis no tenía por qué «pagar la fiesta de un Estado nacional ineficiente», ya que era la única provincia que «puede exhibir déficit cero, superávit fiscal, un plan de crecimiento económico, sin deudas y con la calificación máxima que otorga el Banco Mundial (AAA)».
Rodríguez Saá estaba convencido de participar en las elecciones presidenciales de 2003 como candidato del justicialismo, candidatura que finalmente se vio posibilitada por la decisión del PJ de permitir que los candidatos se presentaran sin necesidad de vencer en la interna partidaria, como si fueran candidatos por distintos partidos. El expresidente lanzó su campaña el 30 de agosto de 2002, con un discurso populista. Se comprometió a investigar el proceso de endeudamiento durante el gobierno de Duhalde, afirmando que este fue «el mayor negociado» de la historia argentina, «Los argentinos tienen derecho a saber cuánto debemos, a quienes les debemos, por qué debemos y cuánto hay en ello de legalidad y de ilegalidad». En octubre de 2002, en lo que fue una jugada sumamente controvertida, Rodríguez Saá invitó a Melchor Posse, ex intendente de San Isidro por la Unión Cívica Radical, a ser su compañero de fórmula en las elecciones, lo que desató pujas en ambos partidos por exigir la desafiliación de ambos si se postulaban juntos. Rodríguez Saá declaró que «nadie me va a quitar mi peronismo ni a Posse su radicalismo» por cuestiones legales. Aunque calificó la situación de «inusual», Duhalde declaró que no creía que hubiera problema en que el compañero de fórmula de Rodríguez Saá fuese extrapartidario. En cambio, Posse sí fue expulsado del radicalismo bonaerense luego de que aceptara la candidatura, considerándose que violaba los estatutos partidarios.
Las elecciones presidenciales de 2003 tuvieron lugar, adelantadas, el domingo 27 de abril. Carlos Menem, postulado por el Frente por la Lealtad, fue el candidato más votado con el 24,45% de los votos, seguido por Néstor Kirchner con el 22,25% y Ricardo López Murphy, de una facción surgida del radicalismo denominada Recrear para el Crecimiento, obtuvo el 16,37%. Afectado por su enfrentamiento con el Grupo Clarín por sus posturas económicas, lo que ocasionó una repercusión mediática en su contra, Rodríguez Saá, que había tenido previamente una intención de voto altamente favorable, obtuvo solo el 14,11% de los votos, ubicándose en cuarto lugar y superando por solo 12.884 a Elisa Carrió, la quinta candidata más votada con el 14,05%. El peronismo ligado a Rodríguez Saá retuvo en forma casi unánime la provincia de San Luis, con Alberto Rodríguez Saá como candidato, recibiendo el 90,08% de los votos, y la candidatura presidencial venció en toda la región de Cuyo (San Luis, San Juan, y Mendoza). De cara a la segunda vuelta entre Menem y Kirchner, Rodríguez Saá aceptó reunirse con Menem, barajando la posibilidad de darle su apoyo. Sin embargo, finalmente, se mantuvo casi neutral, aunque el 30 de abril insinuó que "por lógica de cambio político en la Argentina, Néstor Kirchner debería ser el próximo presidente", dando su apoyo implícito al candidato. Finalmente, la segunda vuelta no se realizó por la retirada de Menem, con todas las encuestas vaticinándole una aplastante derrota.

### Diputado Nacional (2003-2005)

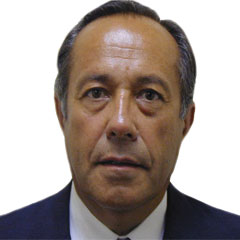
Fotografía de Rodríguez Saá como diputado nacional, 2005

El 23 de noviembre de 2003, San Luis realizó elecciones para renovar dos bancas en la Cámara de Diputados. Rodríguez Saá fue su primer candidato, con la gobernadora saliente María Alicia Lemme ocupando el segundo puesto. La lista «Frente Movimiento Popular» obtuvo un rotundo triunfo, con el 71,11% de los votos, y tanto Rodríguez Saá como Lemme resultaron elegidos, jurando el cargo el 10 de diciembre de 2005. Ninguno de los dos completó el mandato de cuatro años: Rodríguez Saá renunció el 10 de diciembre de 2005 para asumir como senador nacional, y Lemme el 15 de agosto de 2007 para presentarse como candidata a intendenta de San Luis.

### Senador nacional por San Luis (2005-2023)

#### Labor parlamentaria
De cara a las elecciones legislativas de medio término de 2005, Rodríguez Saá fue primer candidato a senador nacional, con Liliana Negre de Alonso como segunda candidata, dentro del Frente Justicialista, postulado como oposición al oficialista Frente para la Victoria a nivel nacional. El 23 de octubre de 2005, Rodríguez Saá resultó elegido senador por la mayoría con el 62,90% de los votos, ingresando tanto él como Negre de Alonso a la cámara alta, mientras que el FpV quedó en segundo puesto con Daniel Pérsico accediendo a la banca por la minoría. Asumió su mandato el 10 de diciembre de 2005, abandonando para tal fin su banca en la Cámara de Diputados.
Como senador nacional ha impulsado distintas iniciativas para terminar con lo que él llama «superpoderes», y lo que percibía como una acostumbrada delegación legislativa en manos del poder ejecutivo. Asimismo, presentó diversos proyectos para la implementación de políticas públicas para el desarrollo humano y productivo, como planes de inclusión social, digital y de fomento a la ganadería bovina. A su vez, se destaca la convocatoria para la formulación de una nueva ley de coparticipación federal, en la cual se hizo hincapié a la correcta distribución a las provincias de los ATN, la coparticipación del impuesto a los créditos y débitos bancarios (conocido como «impuesto al cheque») y el pleno reconocimiento de la autonomía consagrada en la Constitución Nacional a la Ciudad de Buenos Aires. En cuestiones sociales, mantuvo una actitud conservadora, que contrastó con el perfil más progresista de la gestión gubernativa encabezada por su hermano, Alberto Rodríguez Saá, como gobernador (2003-2011, y 2015-2023). Se opuso al matrimonio entre personas del mismo sexo, pero no votó en contra, sino que durante el debate de dicha ley el 15 de julio de 2010, se retiró del recinto, evitando votar y facilitando junto a otros senadores la sanción de la ley por unos pocos votos. Se opuso también a la interrupción voluntaria del embarazo, y contribuyó con su voto a que el proyecto se rechazara en la cámara alta el 8 de agosto de 2018.

#### Parlamentario del Mercosur
A fines del año 2006, el Senado de la Nación designó a Rodríguez Saá como miembro del Parlamento del Mercosur, para ocupar una de las bancas que le corresponden a la República Argentina en dicho organismo. En ese ámbito la delegación argentina lo designó en el año 2008 como uno de los tres integrantes de la Delegación Externa ante la Asamblea Parlamentaria Euro Latinoamericana (EuroLat). En el año 2009 representó al Parlamento del Mercosur en la Cumbre de Cambio Climático (COP 15), que se llevó a cabo en Copenhague, Dinamarca. Su más importante contribución ha sido su proyecto de creación de la Corte de Justicia del Mercosur. La aceptación por el Parlamento de la necesidad del establecimiento de la Corte se ha visto reflejada en el Acuerdo Político para la Consolidación del Parlamento del Mercosur, aprobado en Asunción el 29 de abril de 2009, ratificado por los Ministros de Relaciones Exteriores de los cuatro Estados que integran el bloque, en octubre de 2010.

#### Fallida candidatura a gobernador de Buenos Aires en 2011
En 2011, anunció que sería precandidato a gobernador por Compromiso Federal de la provincia de Buenos Aires, debiendo competir en las elecciones Primarias, Abiertas, Simultáneas y Obligatorias (PASO) para poder pasar a las generales. Su candidatura fue cuestionada por su residencia en otra provincia y por el hecho de que se estaba presentando también a la reelección como senador nacional por San Luis. El 9 de agosto de 2011 la Junta Electoral de la provincia de Buenos Aires resolvió excluirlo de las elecciones, argumentando que su candidatura había recibido impugnaciones a raíz de su doble candidatura en dos provincias distintas. Por otro lado, tampoco cumplía lo previsto por el artículo 121 de la Constitución provincial de Buenos Aires, que exige una acreditación de cinco años de residencia en el distrito bonaerense si no es nativo de ella. Luego de apelar la sentencia, el juez federal con competencia electoral de la provincia de Buenos Aires, Manuel Blanco consideró que resultaría de «cumplimiento imposible» dado «lo avanzado del cronograma electoral» (las elecciones primarias fueron el 14 de agosto de 2011), por lo que la precandidatura de Adolfo Rodríguez Saá se hizo efectiva y participó en las elecciones primarias. Finalmente, el 21 de septiembre y ya habiendo superado las elecciones primarias, la Junta Electoral ratificó la invalidez de la candidatura ya que no se pudo acreditar su residencia en territorio bonaerense. De esta manera aunque alcanzó el 1,5% de los votos en las primarias para presentarse a las elecciones generales (con un 5,26% de los votos), quedó inhabilitado de hacerlo. Obtuvo, no obstante, una amplia reelección como senador por San Luis, con el 60,70% de los votos.

#### Candidatura presidencial de 2015
Luego de discutir la posibilidad de que el peronismo de San Luis, encabezado por los hermanos Rodríguez Saá, adhiriera a un frente electoral que incluyera al Frente Renovador (FR) de Sergio Massa, Compromiso Federal anunció el 14 de mayo de 2015 la candidatura presidencial de Adolfo Rodríguez Saá. La también puntana Liliana Negre de Alonso fue su compañera de fórmula. La candidatura disputó las elecciones primarias de agosto, en las cuales obtuvo el 1,99% y fue la última fórmula en pasar el umbral requerido para acceder a las generales, triunfando por un margen sorpresivamente bajo de votos en San Luis. En las elecciones presidenciales de octubre se ubicó en sexto y último lugar, con el 1,64% de los votos, y triunfó en San Luis por solamente seis puntos frente al candidato Mauricio Macri (Cambiemos), con el 36,83%. En la segunda vuelta, entre Macri y el candidato oficialista Daniel Scioli (Frente para la Victoria), Rodríguez Saá se mostró neutral, aunque dio un muy leve apoyo implícito a Macri al afirmar que «el país puede ser gobernador por un partido que no sea peronista». En la segunda vuelta, Macri obtuvo un aplastante triunfo en San Luis, del 64,13%.